# بين لوتون
بين لوتون (بالإنجليزية: Ben Lawton)‏ هو جراح أمريكي، ولد في 17 يوليو 1922، وتوفي في 18 مايو 1987.